# Stade Louis-II
Le stade Louis-II est un complexe sportif destiné à la pratique de nombreux sports en principauté de Monaco inauguré  le 25 janvier 1985 par le prince Rainier III. Il comprend notamment un stade de football d'une capacité de 16 360 places assises avec une piste d'athlétisme, une salle omnisports et un centre nautique.
Le stade doit son nom au prince Louis II de Monaco qui fit construire l'ancien stade de la principauté en 1939. Ce dernier d'une capacité  de 13 000 places, portait également le nom de stade Louis-II.
Après la construction de l'enceinte actuelle, l'ancien stade fut rasé pour laisser place au centre commercial de Fontvieille ainsi qu'à deux musées et une salle polyvalente.
Il est le stade accueillant l'AS Monaco, club de football professionnel affilié à la Fédération française de football et participant aux compétitions françaises.

## Histoire
En 1939, le prince souverain Louis II de Monaco fit construire l'ancien stade de la principauté. Ce dernier d'une capacité  de 13 000 places, portait également le nom de stade Louis-II. La décision de construire un nouveau centre sportif à Monaco remonte à 1979. Le prince Rainier III décide d'établir dans le quartier de Fontvieille un espace destiné au sport. Le prince fait venir des architectes parisiens afin de réaliser le complexe. La vocation du complexe est multisports, étant donné la taille de la principauté. Le choix de ne faire que 20 000 places tient compte de la démographie et du respect des normes pour les compétitions européennes. Les travaux débutent en mai 1981 et prennent fin en 1984. L'ensemble est inauguré le 25 janvier 1985 par Rainier III.
Les travaux ont nécessité 120 000 m3 de béton, 9 000 tonnes de fer et 2 000 tonnes de charpente métallique sur un terre-plein gagné sur la mer. Les arches sont conçues pour la ventilation et représentent une signature esthétique d'Henri Pottier.
Depuis 2008, un tableau d’affichage électronique, coordonné avec le système de chronométrage électronique, permet la transmission instantanée des résultats aux spectateurs.

## Structure et équipements

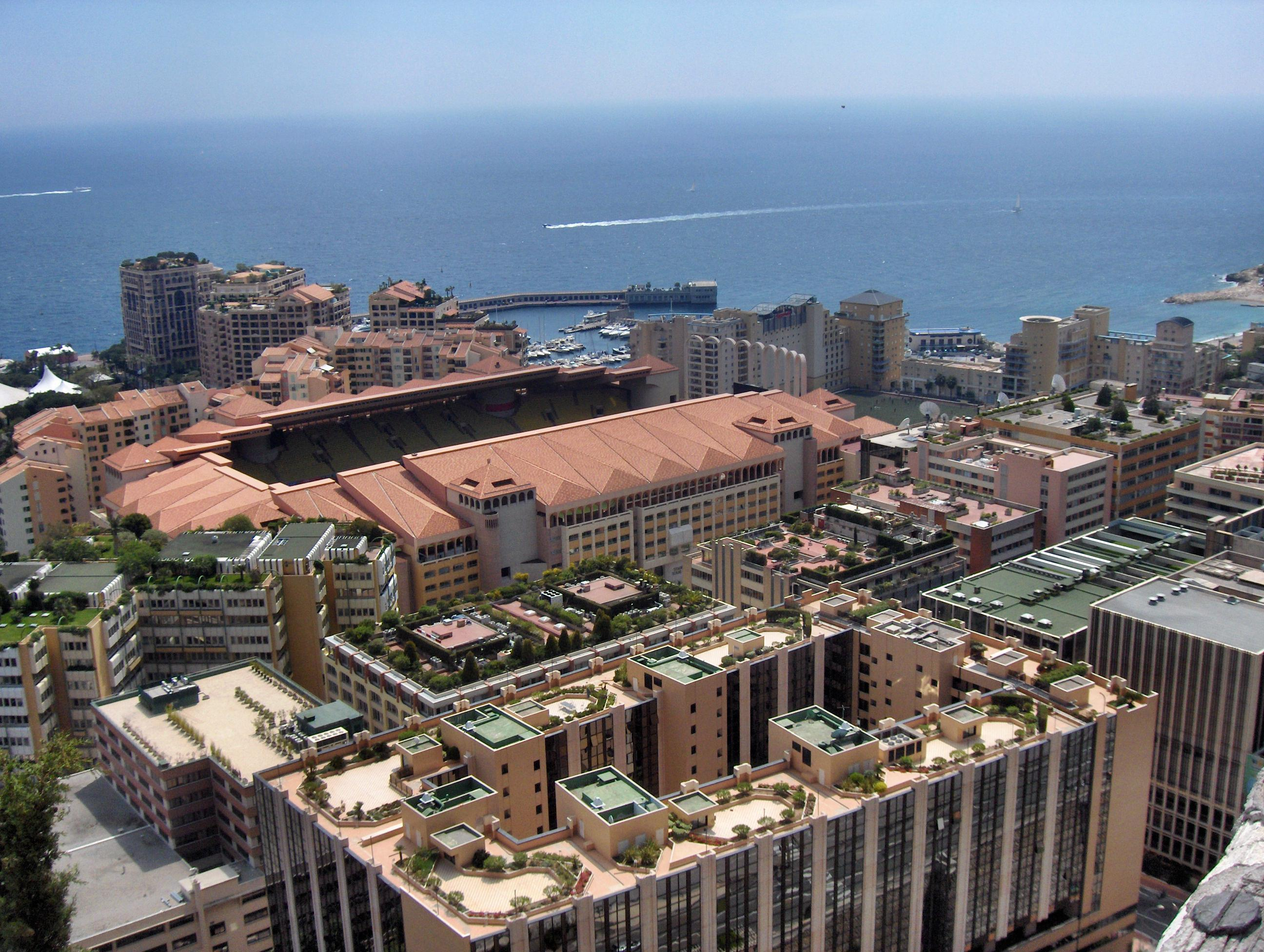
Vu du stade Louis-II dans le quartier de Fontvieille de Monaco.

### Le stade de football
Le stade est équipé d'une pelouse naturelle de 105 m × 68 m. Il a la particularité d'être situé à 8,35 m au-dessus du niveau de la chaussée, la pelouse reposant sur le toit du parking. À cause de ceci, le club de l’ASMFC a rencontré de nombreux problèmes avec sa pelouse et a dû s’équiper d’un outil appelé Mobile Lighting Rig, qui reproduit les rayons du soleil et permet d'optimiser les qualités de la pelouse. L'état de la pelouse a été particulièrement critiqué au début de la saison 2024-2025.
Le stade est équipé d'une tribune de presse écrite de 102 places, et compte 18 523 places assises ainsi qu'une tribune media audiovisuel avec 23 positions commentateurs (normes compétitions de 3 sièges), d'un labo-photo avec 7 chambres noires avec arrivée d'eau, prises téléphone et électricité et d'une salle de conférence de presse de 80 places.

### Les installations d'athlétisme

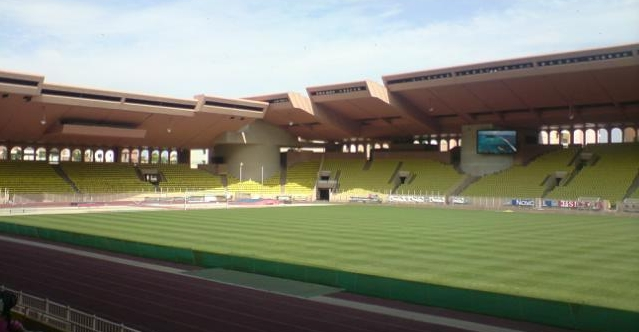
Vu sur le terrain et les pistes d’athlétisme.

Le stade possède une piste de 400 mètres avec 8 couloirs. Tous les équipements ont été implantés dans les demi-lunes (sautoirs, aires de lancer, rivière de steeple ou le long de la piste (saut en longueur). Une piste d'entraînement existe dans les bâtiments.

### Le centre nautique Prince-Héréditaire Albert
Le centre est équipé d'une piscine olympique, d'un bassin à plongeon et d'un bassin d'aquagym. Le bassin à plongeon est équipé d'un système d'aération de l'eau qui permet d'amortir les chocs lors des plongeons.

### La salle omnisports Gaston-Médecin

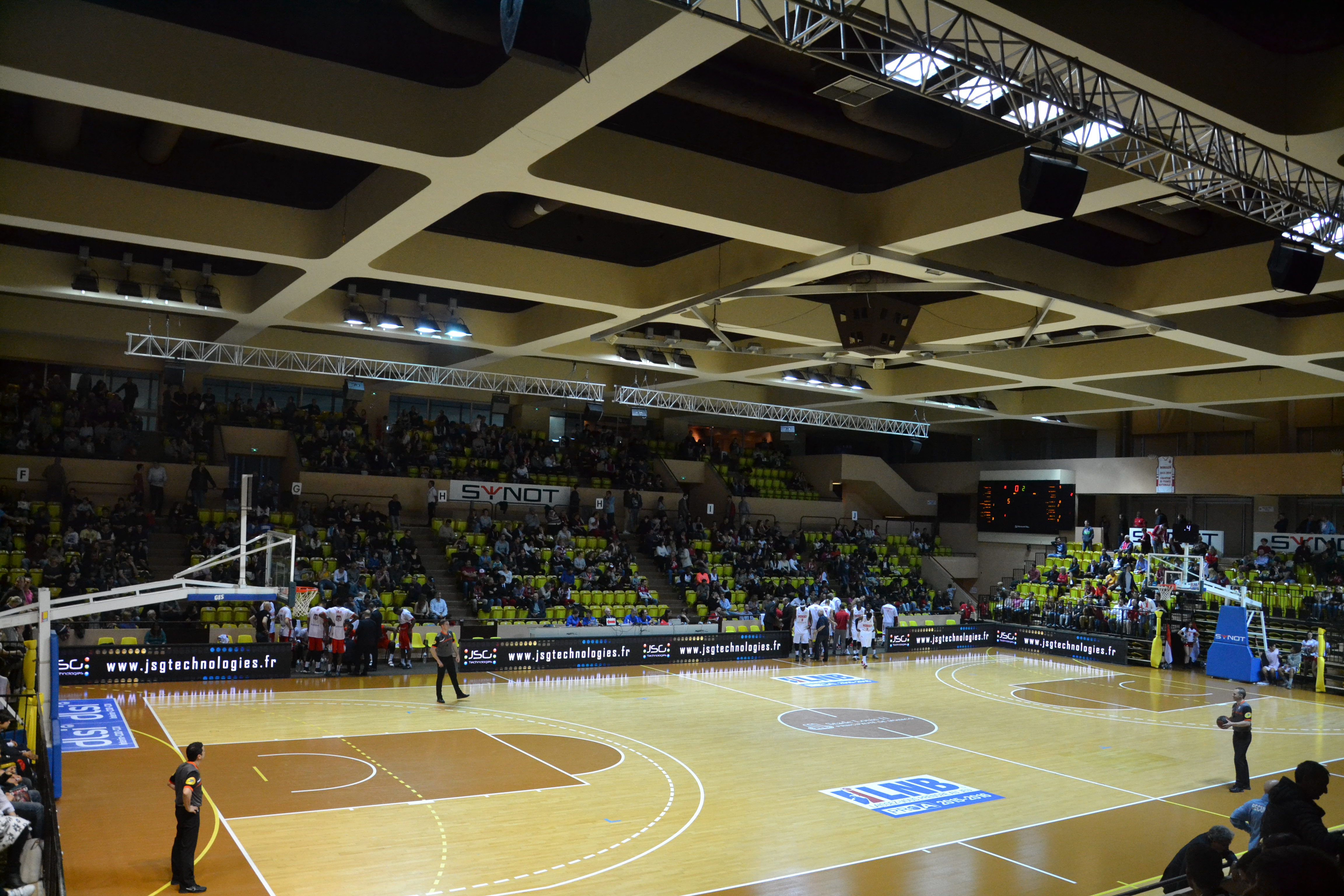
La salle Gaston Médecin utilisée par l'Association sportive de Monaco.

La salle omnisports Gaston-Médecin est située sous les tribunes du stade. Son parquet est en chêne massif et lui permet d'accueillir des compétitions de basket-ball, volley-ball, de handball mais aussi de judo, d'escrime, d'haltérophilie et de gymnastique. Le terrain mesure 44 mètres sur 24 et ses gradins permettent d'accueillir 2 500 spectateurs. La salle Gaston-Médecin a été rénovée en 2016 et peut désormais accueillir environ 3 000 spectateurs. En 2022, la salle est à nouveau rénovée (sièges en bois) et agrandie, offrant désormais 4 700 places. En 2023, la salle est à nouveau rénovée (sièges en bois) et agrandie, offrant désormais 5 000 places,,,.

### Autres équipements
Il comporte également les bureaux administratifs de l'AS Monaco, d’un certain nombre d’administrations monégasques et d’une université privée anglophone, l’International University of Monaco (IUM).
Le centre de formation de l'AS Monaco, créé en 1975 et destiné à former les jeunes joueurs de l'AS Monaco, club de football professionnel affilié à la Fédération française de football et participant aux compétitions françaises est situé dans la commune de La Turbie, en France, dans le centre d'entraînement utilisé également par l'effectif professionnel.

## Galerie

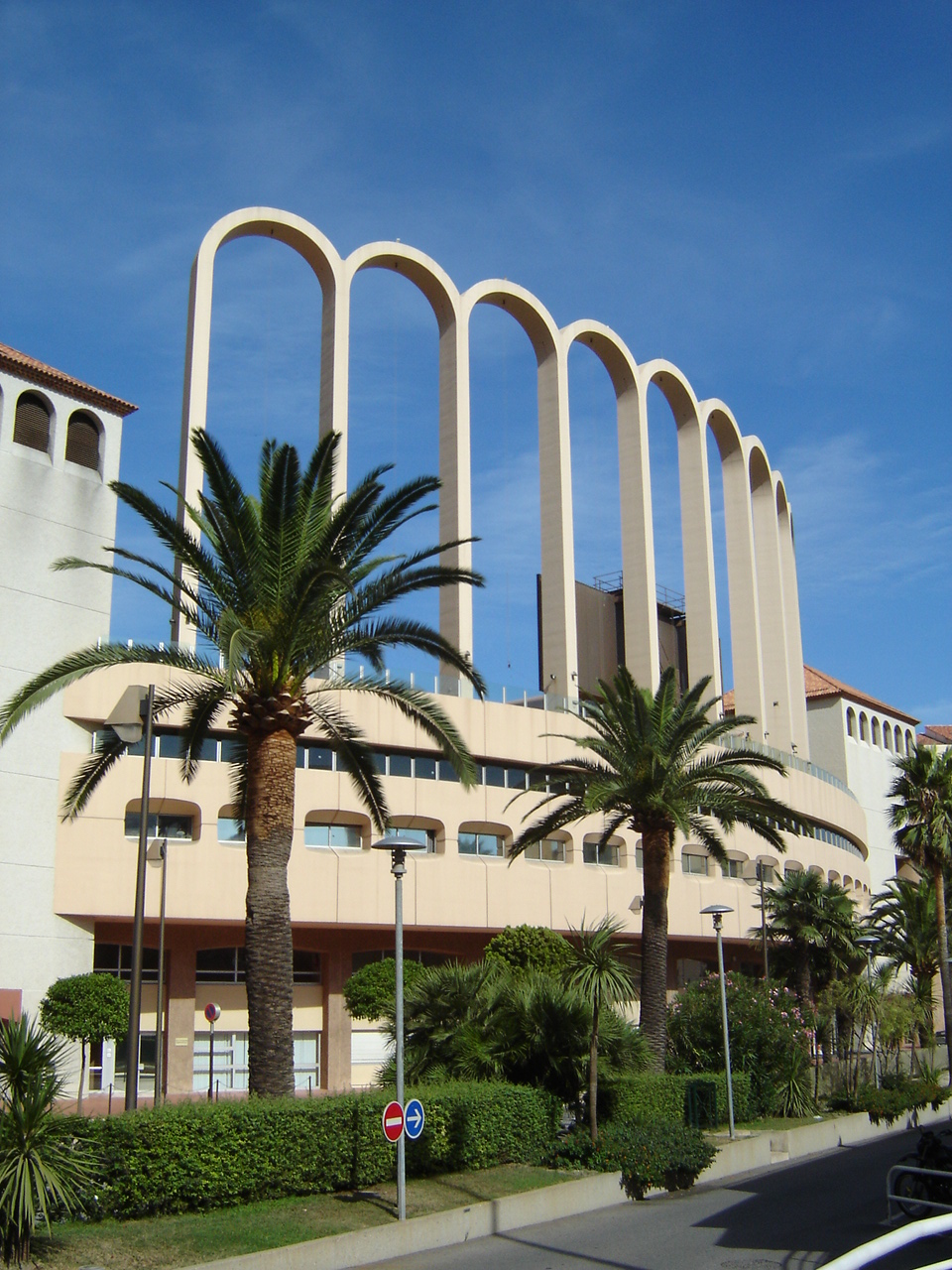
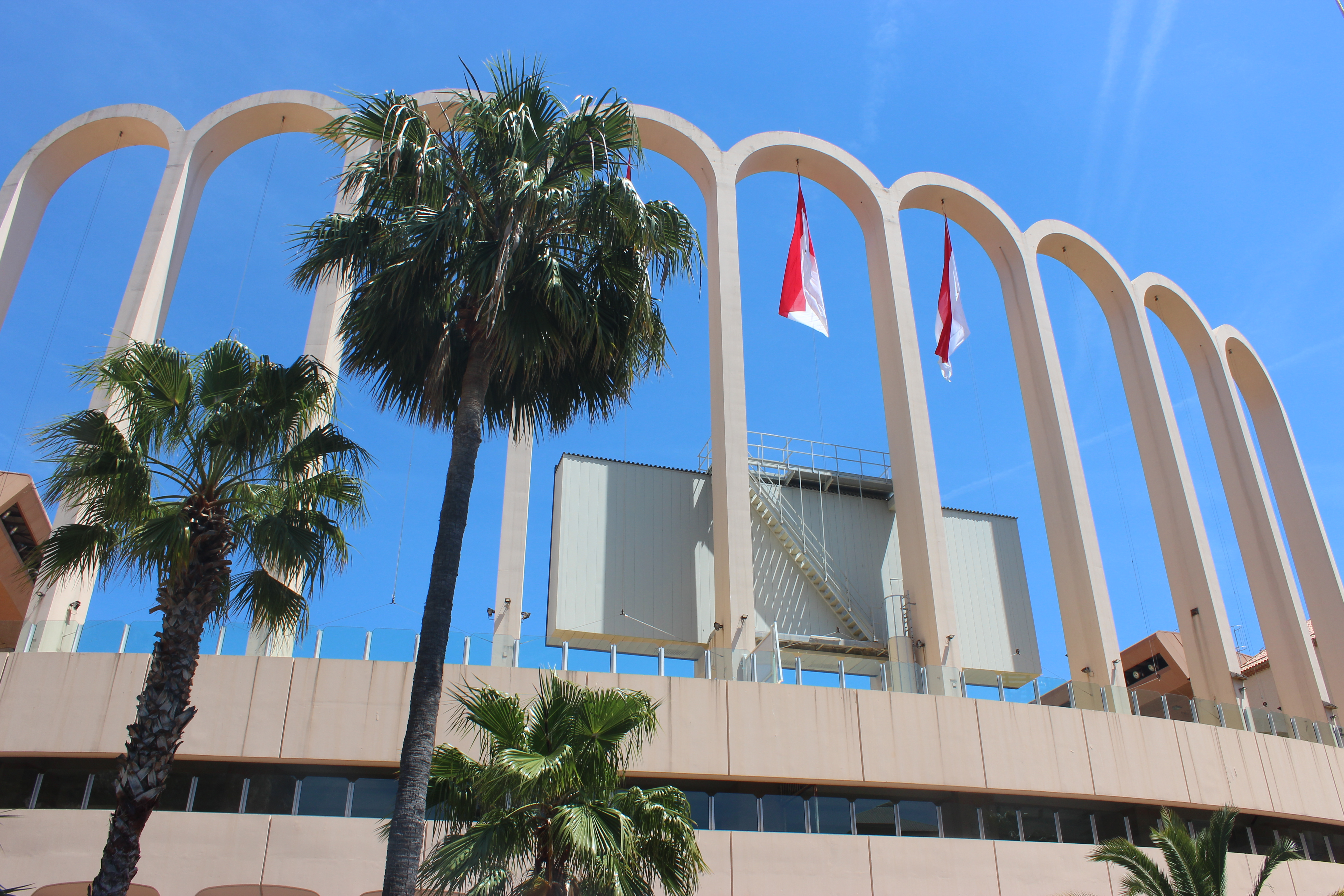
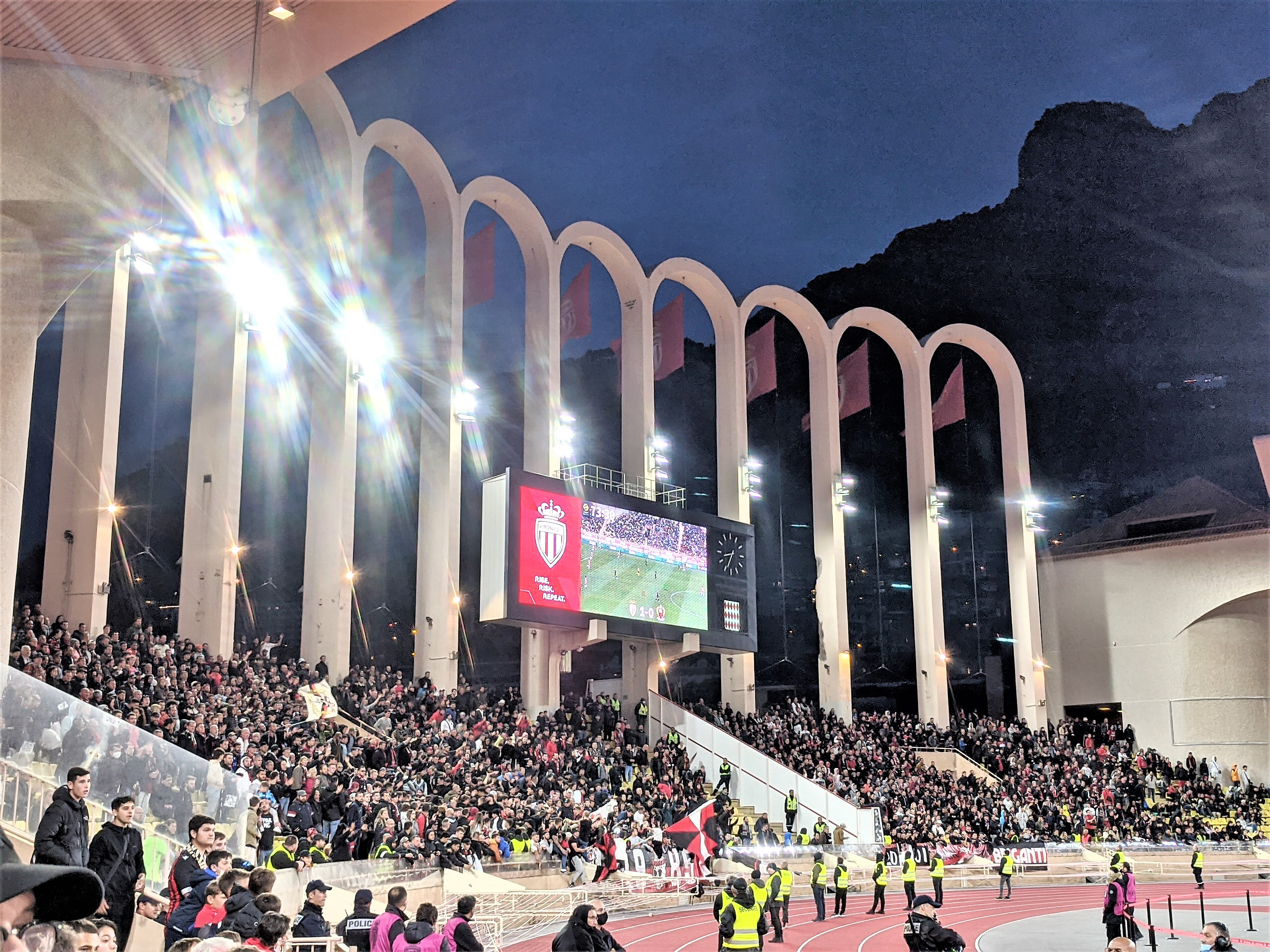
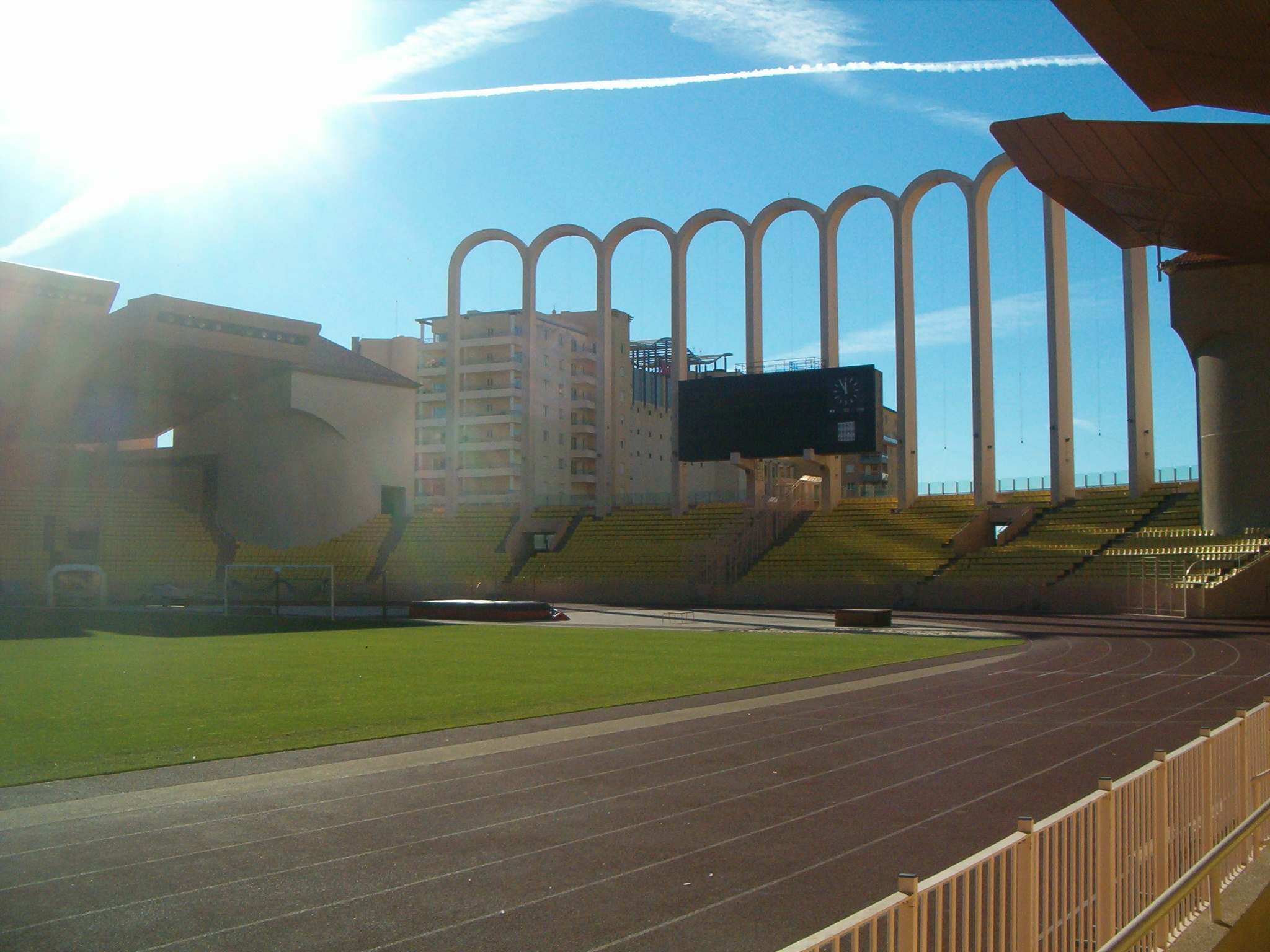
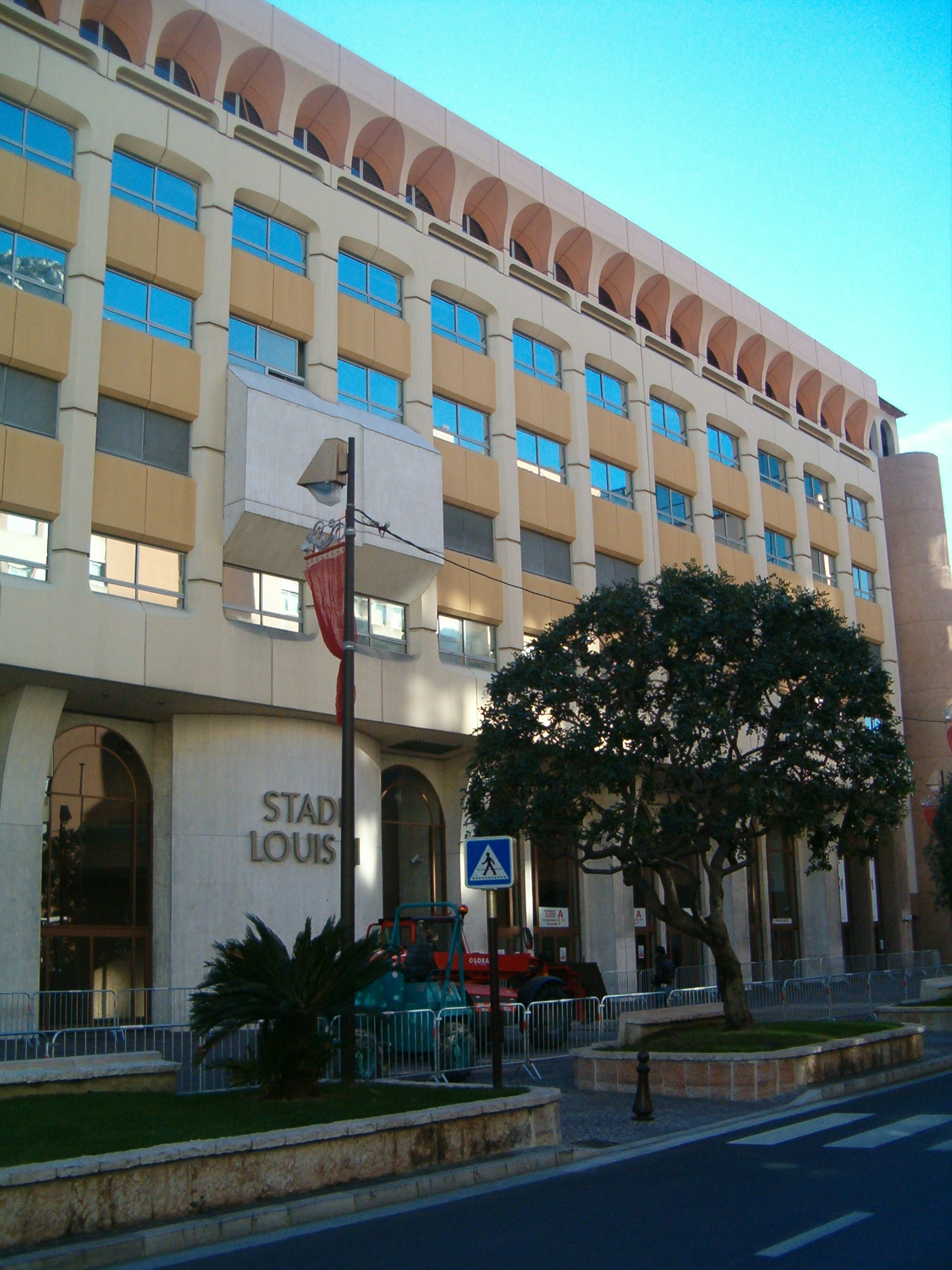
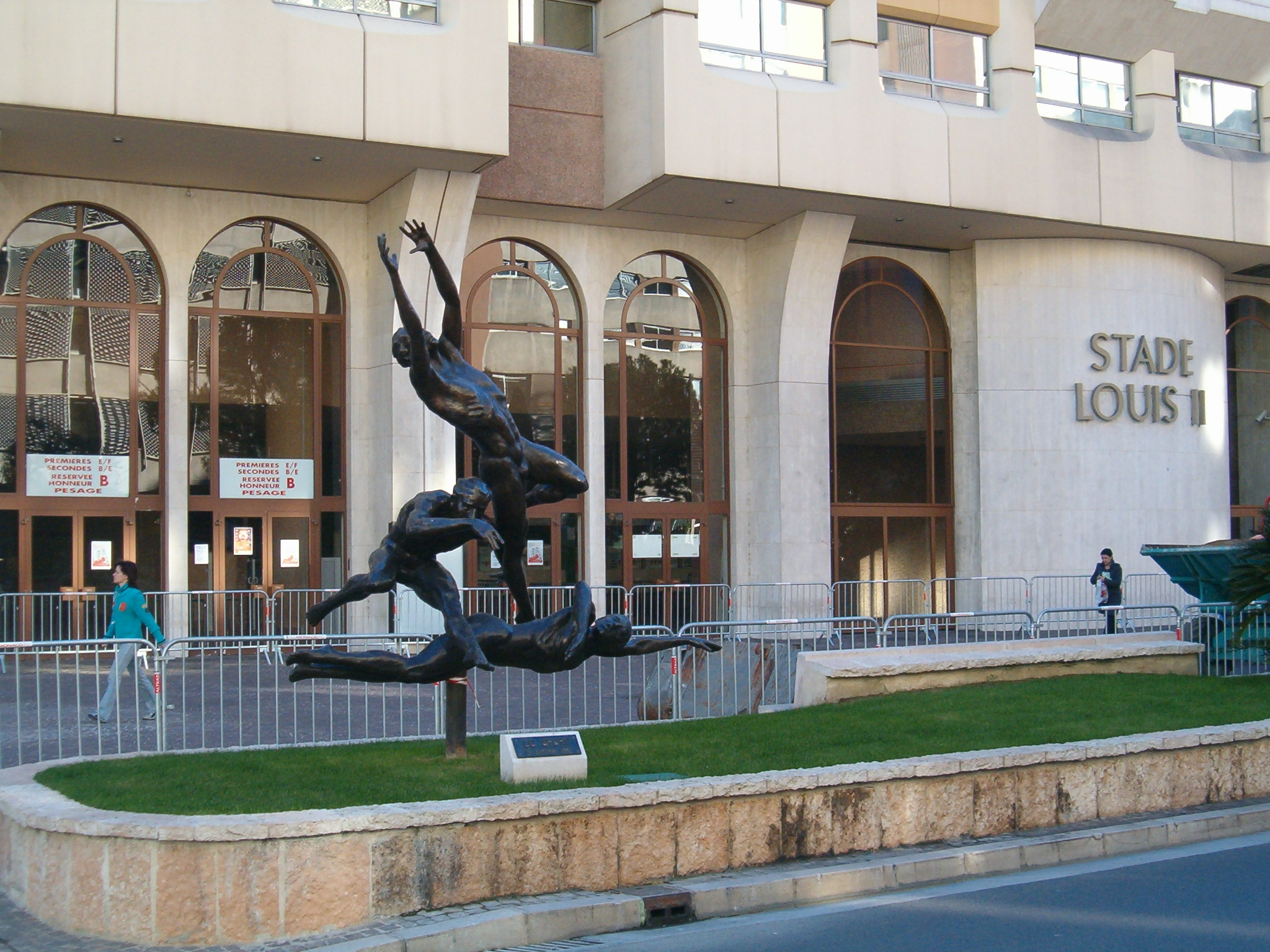
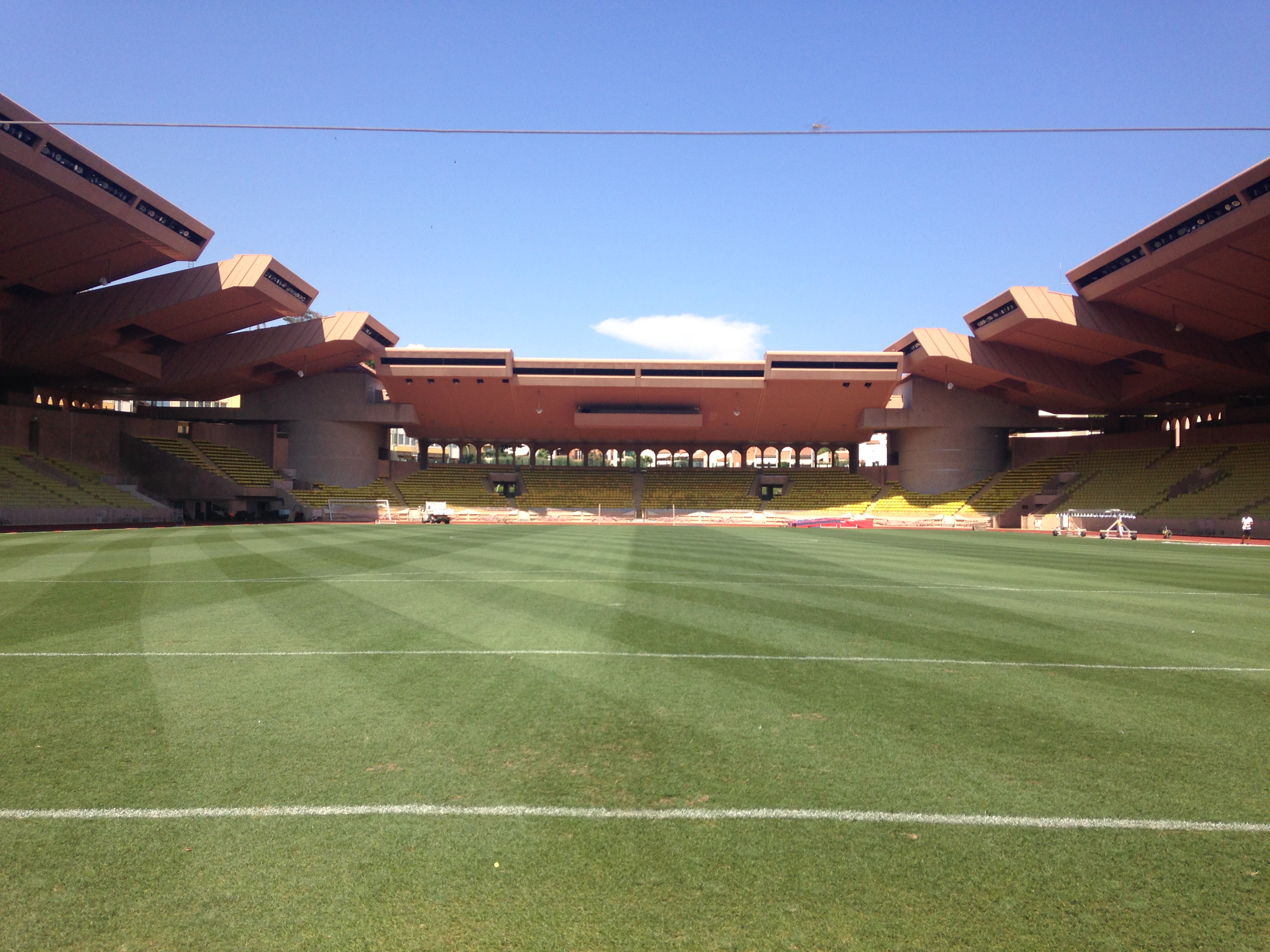
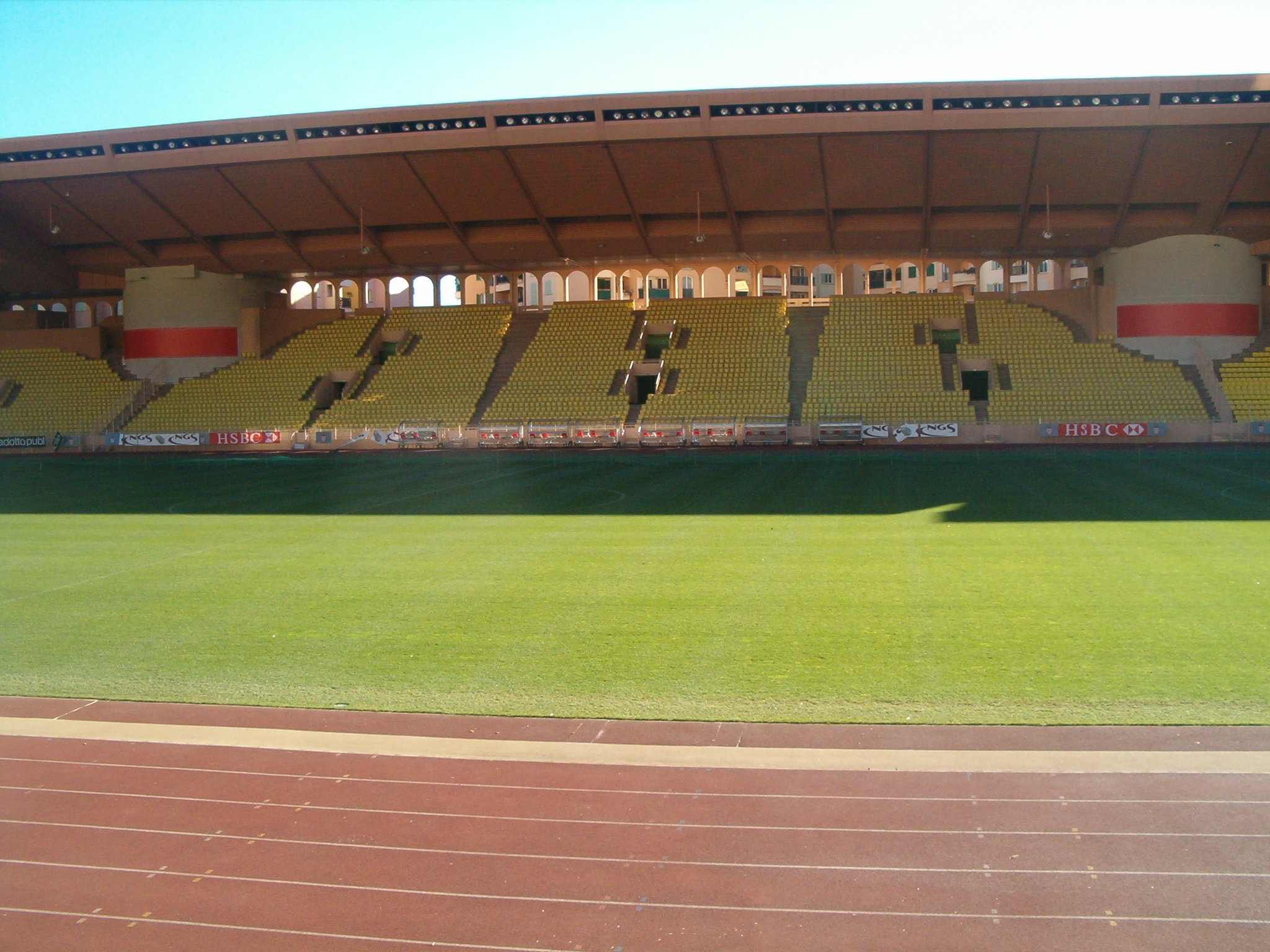
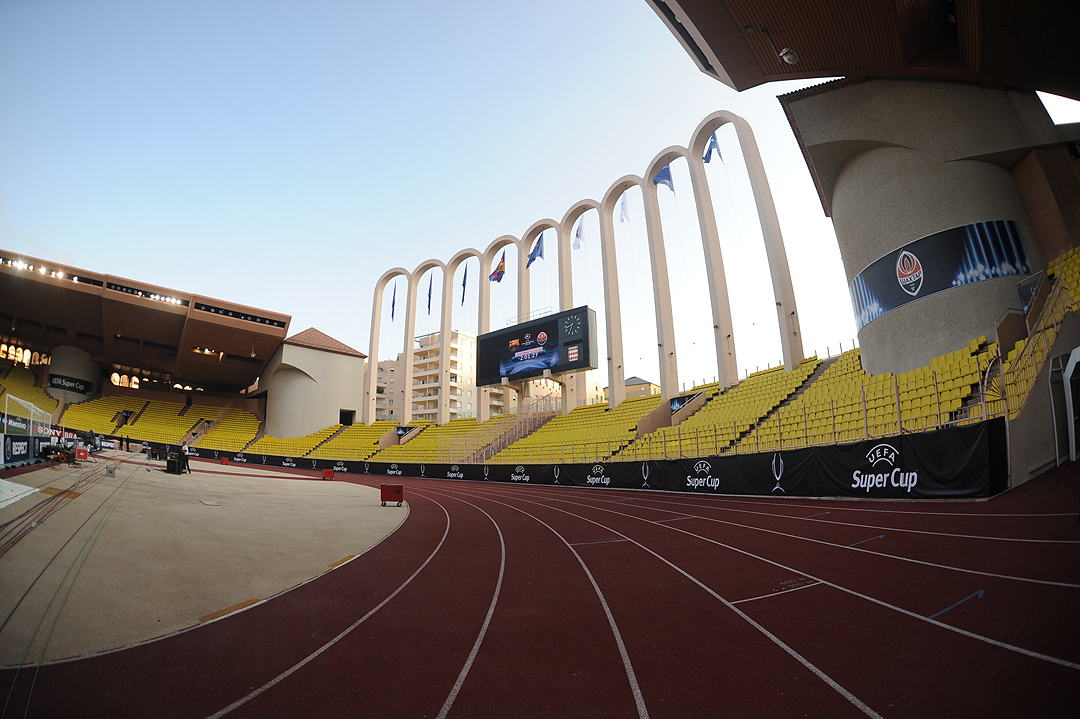
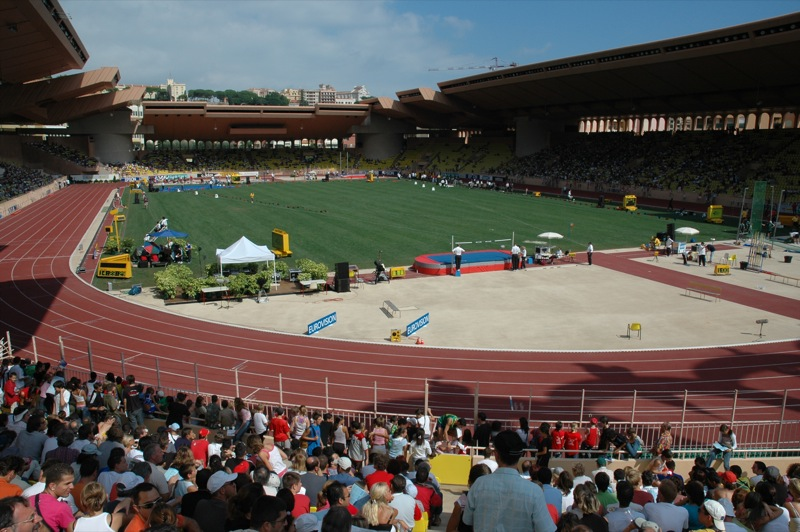
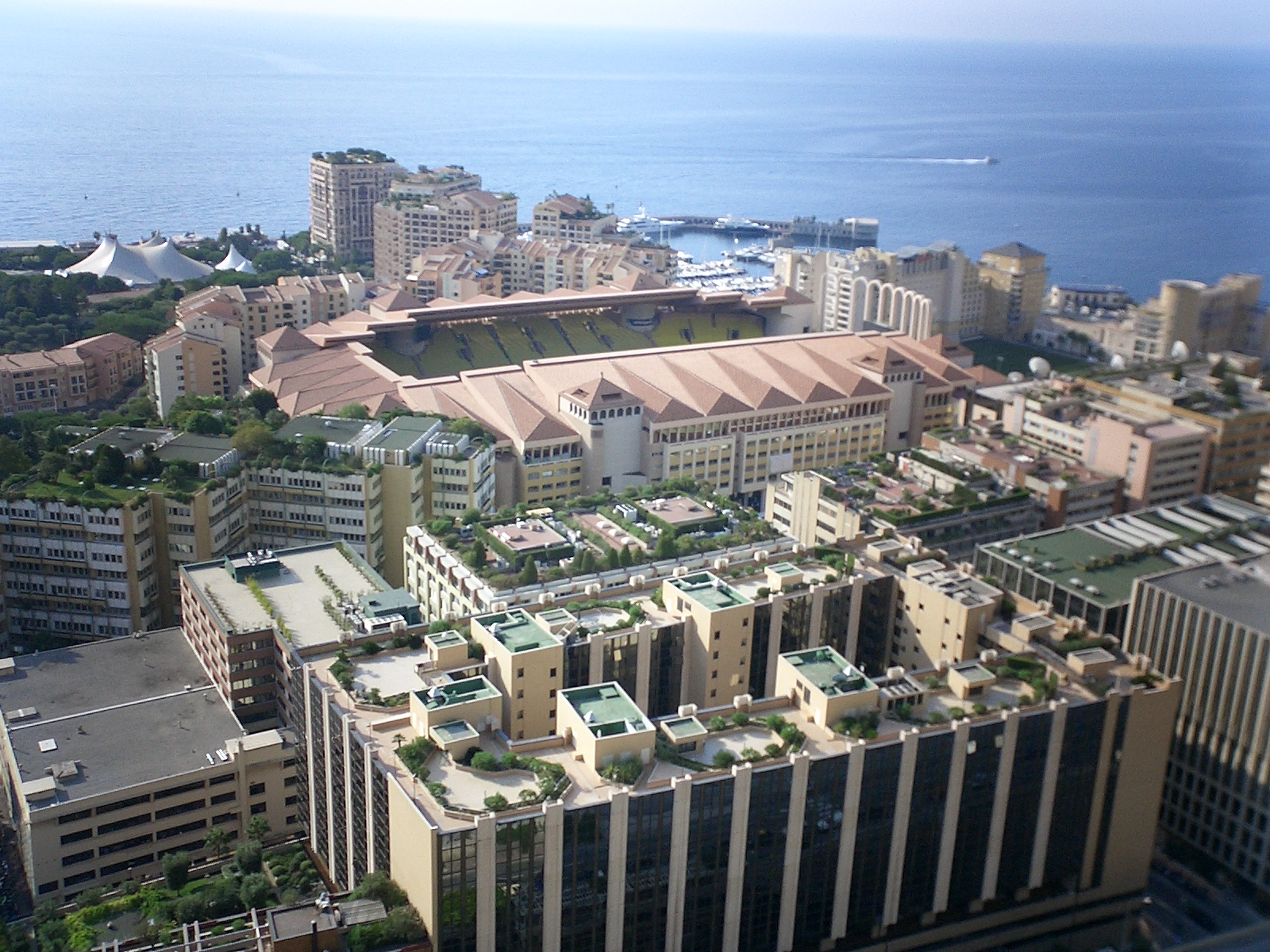
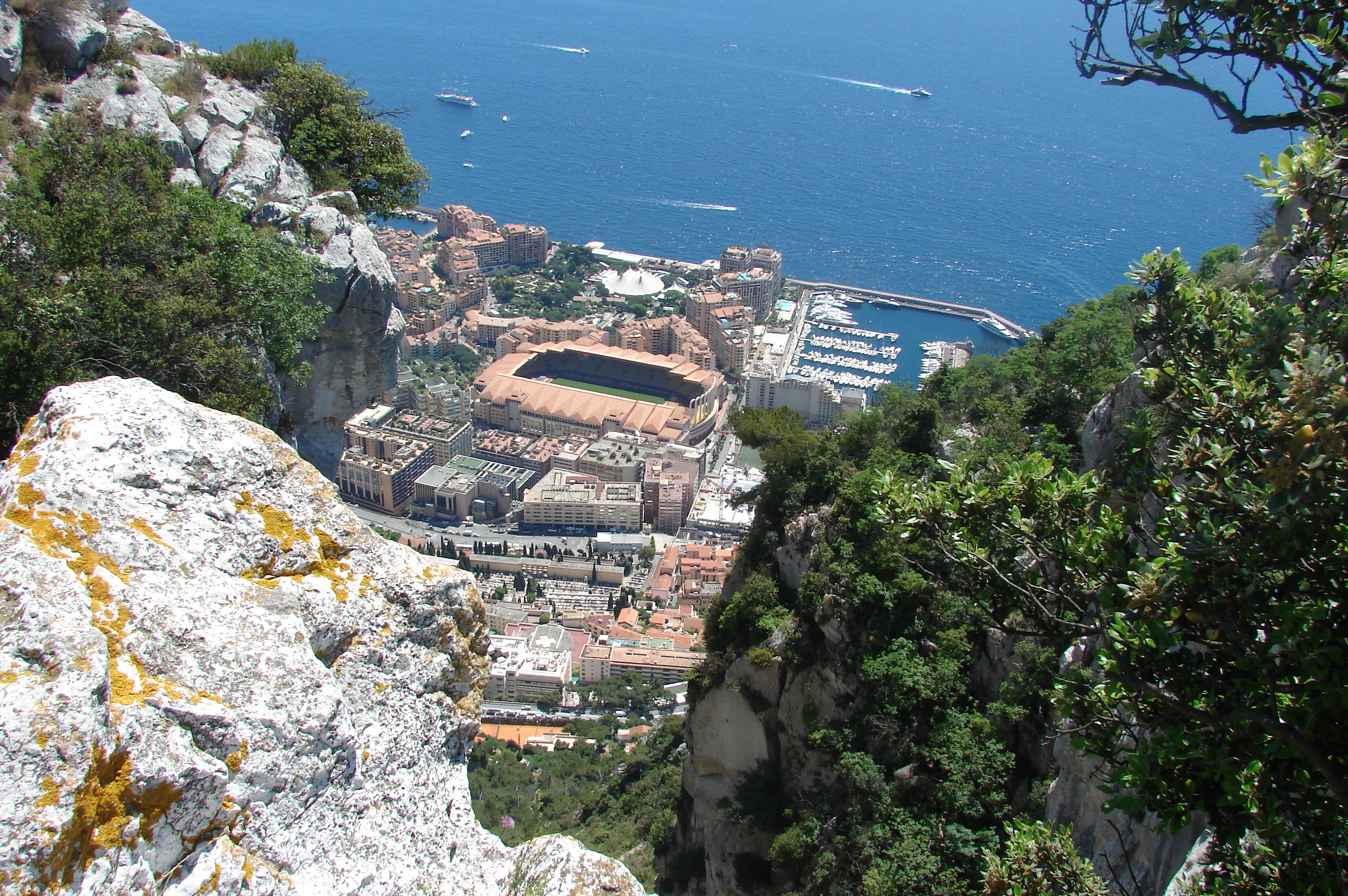

## Utilisations

### Football

#### AS Monaco FC
C'est le stade où se déroulent les rencontres de l'AS Monaco. La première rencontre du club dans son nouveau stade se déroule le 26 janvier 1985 contre le RC Lens et se solde par une victoire 3-0.

### Sélections nationales
Le stade accueilli deux rencontres du tournoi de football amical de 1988.
| Date           | Compétition | Équipe 1 | Équipe 2 | Score | Affluence |
| -------------- | ----------- | -------- | -------- | ----- | --------- |
| 5 février 1988 | Amical      | France   | Maroc    | 2 - 1 | 10 000    |

- Suisse - Autriche

#### Autres compétitions
Le stade accueille la finale de la supercoupe d'Europe en 1986. Finale jouée en un seul match sur terrain neutre pour raisons politiques[réf. nécessaire].
| Année | Vainqueur       | Finaliste   | Score |
| ----- | --------------- | ----------- | ----- |
| 1986  | Steaua Bucarest | Dynamo Kiev | 1 – 0 |

De 1998, jusqu'en 2012, durant 15 éditions, il a accueilli les matchs de la supercoupe d'Europe.
| Année | Vainqueur                | Finaliste           | Score      |
| ----- | ------------------------ | ------------------- | ---------- |
| 1998  | Chelsea                  | Real Madrid         | 1 – 0      |
| 1999  | Lazio Rome               | Manchester United   | 1 – 0      |
| 2000  | Galatasaray              | Real Madrid         | 2 – 1 a.p. |
| 2001  | Liverpool                | Bayern Munich       | 3 – 2      |
| 2002  | Real Madrid              | Feyenoord Rotterdam | 3 – 1      |
| 2003  | Milan AC                 | FC Porto            | 1 – 0      |
| 2004  | Valence CF               | FC Porto            | 2 – 1      |
| 2005  | Liverpool                | CSKA Moscou         | 3 – 1 a.p. |
| 2006  | Séville FC               | FC Barcelone        | 3 – 0      |
| 2007  | Milan AC                 | Séville FC          | 3 – 1      |
| 2008  | Zénith Saint-Pétersbourg | Manchester United   | 2 – 1      |
| 2009  | FC Barcelone             | FC Chakhtar Donetsk | 1 – 0 a.p. |
| 2010  | Atlético de Madrid       | Inter Milan         | 2 – 0      |
| 2011  | FC Barcelone             | FC Porto            | 2 – 0      |
| 2012  | Atlético de Madrid       | Chelsea             | 4 – 1      |

### Athlétisme
Le stade accueille le Meeting Herculis depuis 1987. Le meeting fit partie de la Golden League de 1998 à 2002. Depuis 2010, le meeting est inclus dans le circuit de la Ligue de diamant.
Le stade Louis-II a accueilli les finales mondiales de l'athlétisme, dans les éditions 2003, 2004 et 2005.

#### Records du monde
Record du monde battu lors des Meeting Herculis.
| Année | Athlète           | Épreuve          | Performance    |
| ----- | ----------------- | ---------------- | -------------- |
| 2008  | Yelena Isinbayeva | Saut à la perche | 5,04 m         |
| 2015  | Genzebe Dibaba    | 1500 m           | 3 min 50 s 07  |
| 2020  | Joshua Cheptegei  | 5 000 m          | 12 min 35 s 36 |
| 2023  | Faith Kipyegon    | Mile             | 4 min 07 s 64  |

### Autres
La salle omnisports Gaston Médecin accueille le tournoi international de judo de Monaco depuis 1993.
Le groupe de rock Muse donna un concert au stade dans le cadre du Black Holes and Revelations Tour le 12 juillet 2007.
Lors du mariage du prince Albert II de Monaco et de Charlène Wittstock, le groupe Eagles a donné un concert dans le stade.
La salle de natation Albert II a accueilli le mare nostrum.

## Environnement et accès
Le stade est situé dans le quartier de Fontvieille. Il est accessible par l'avenue des Castelans qui entoure le complexe. Sa partie ouest se trouve à la frontière entre la France et Monaco.

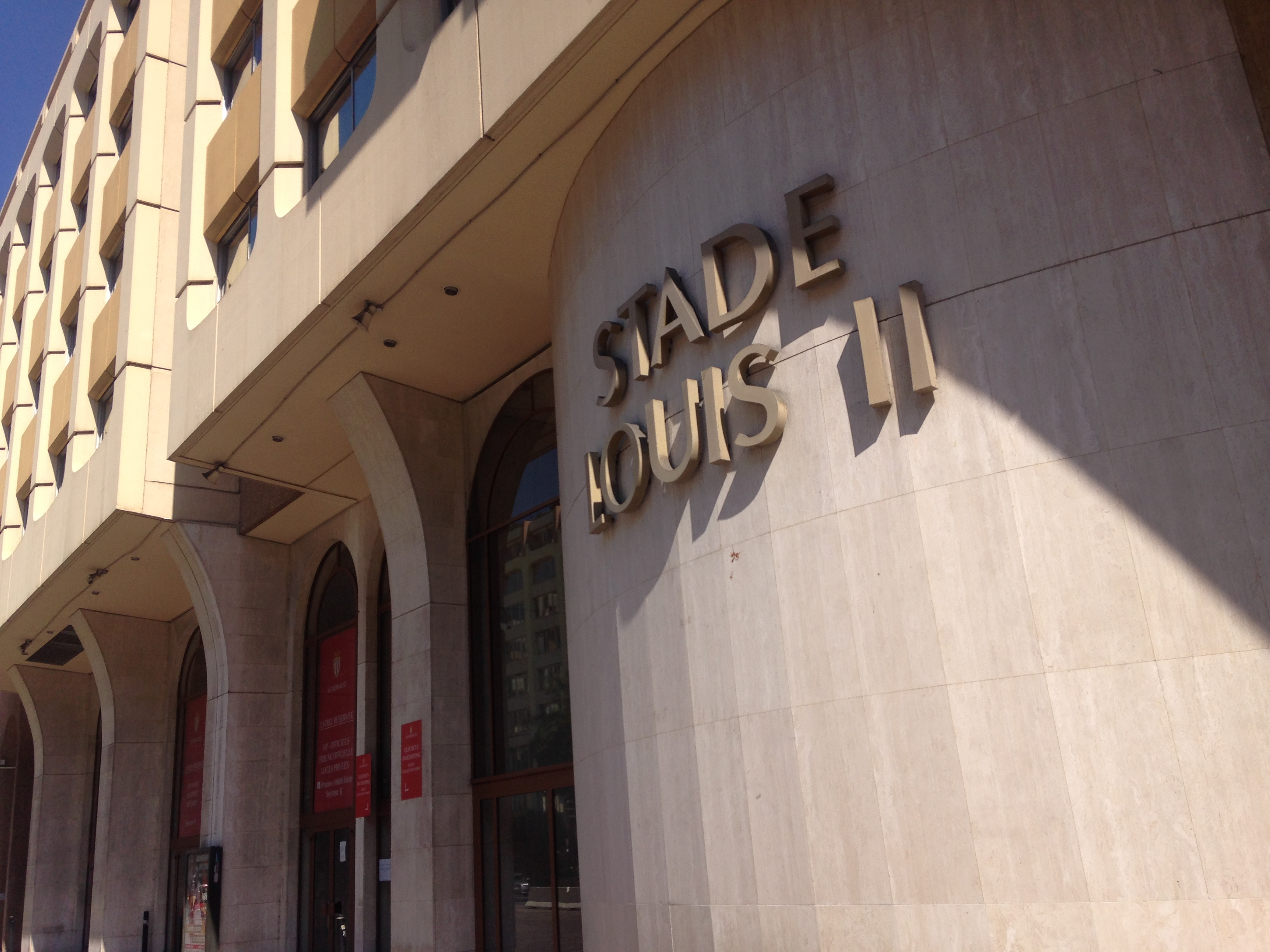
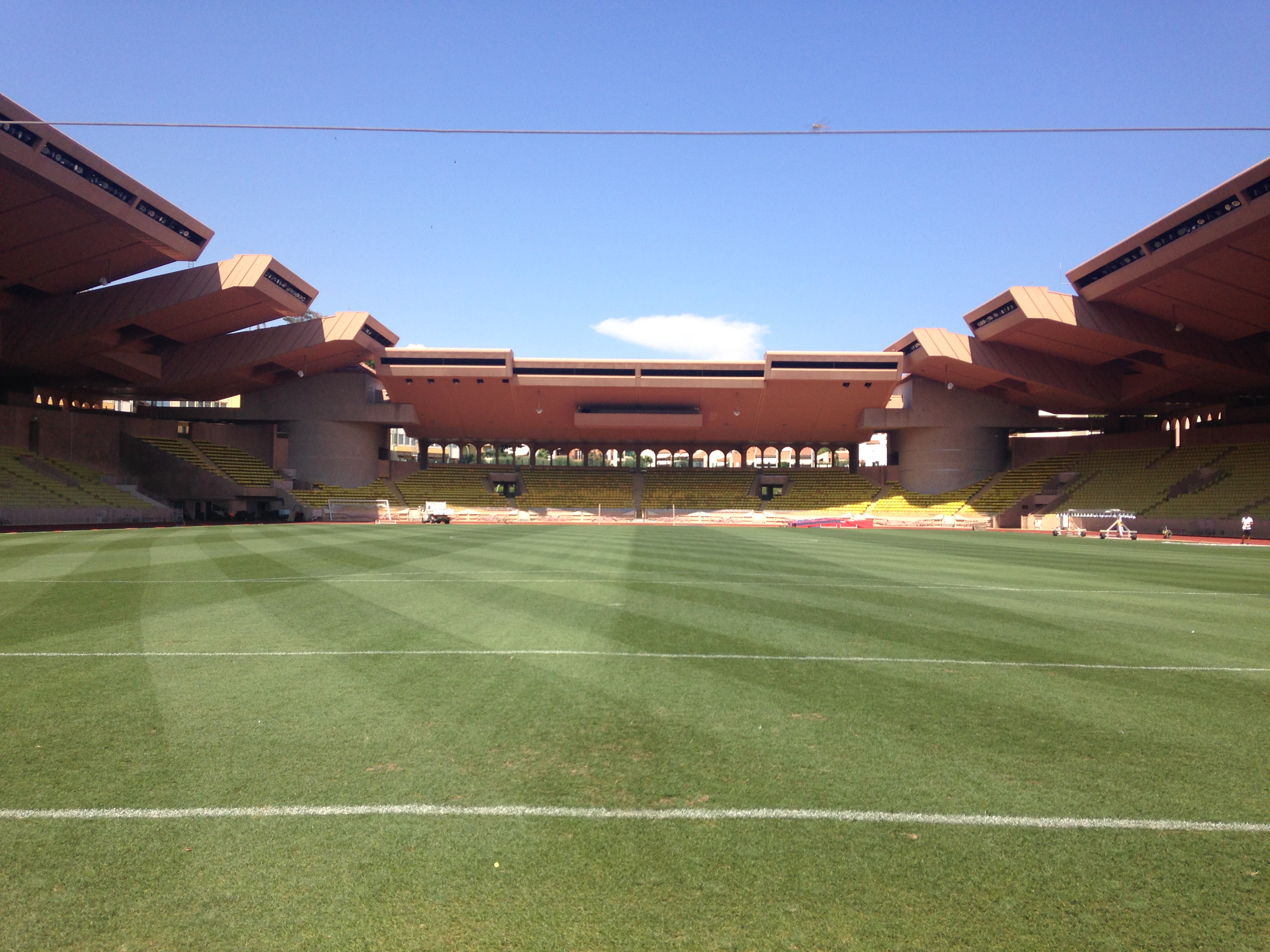
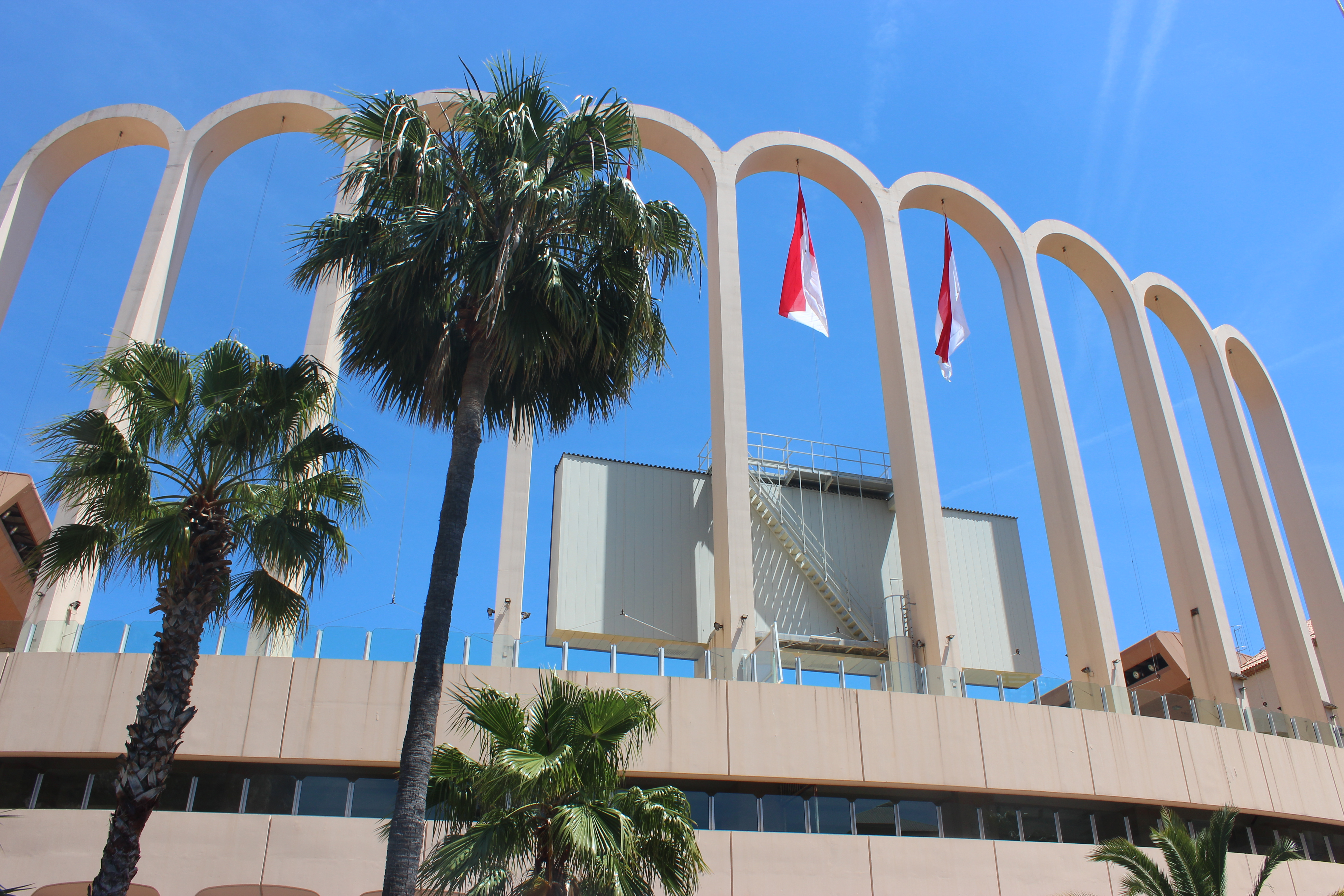
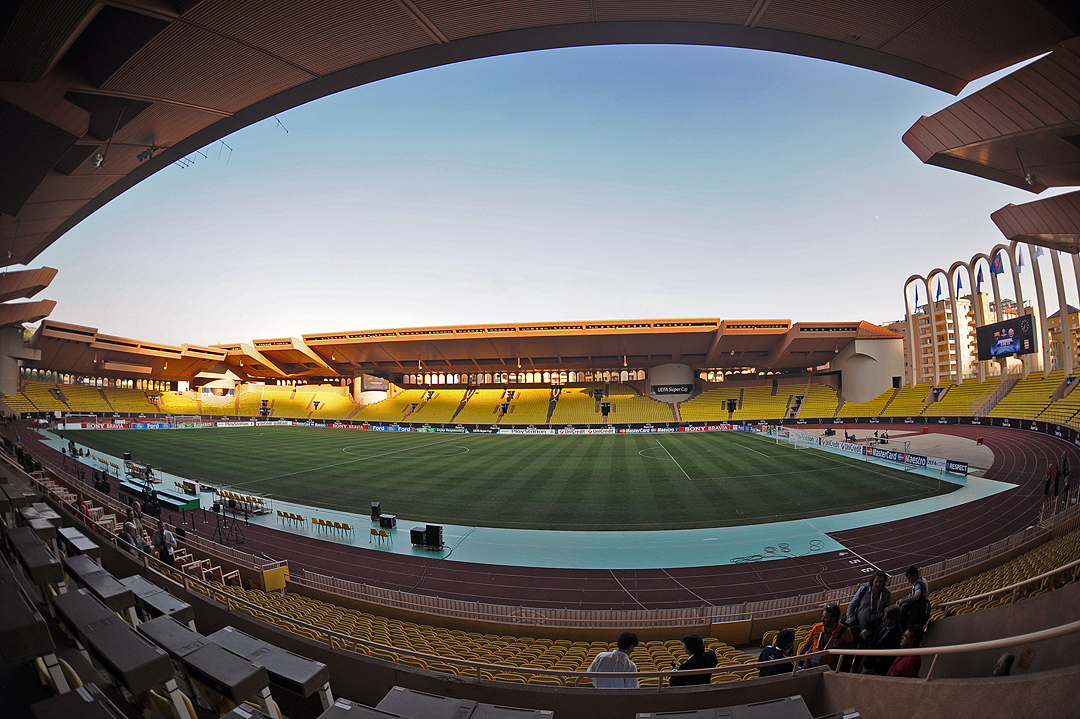
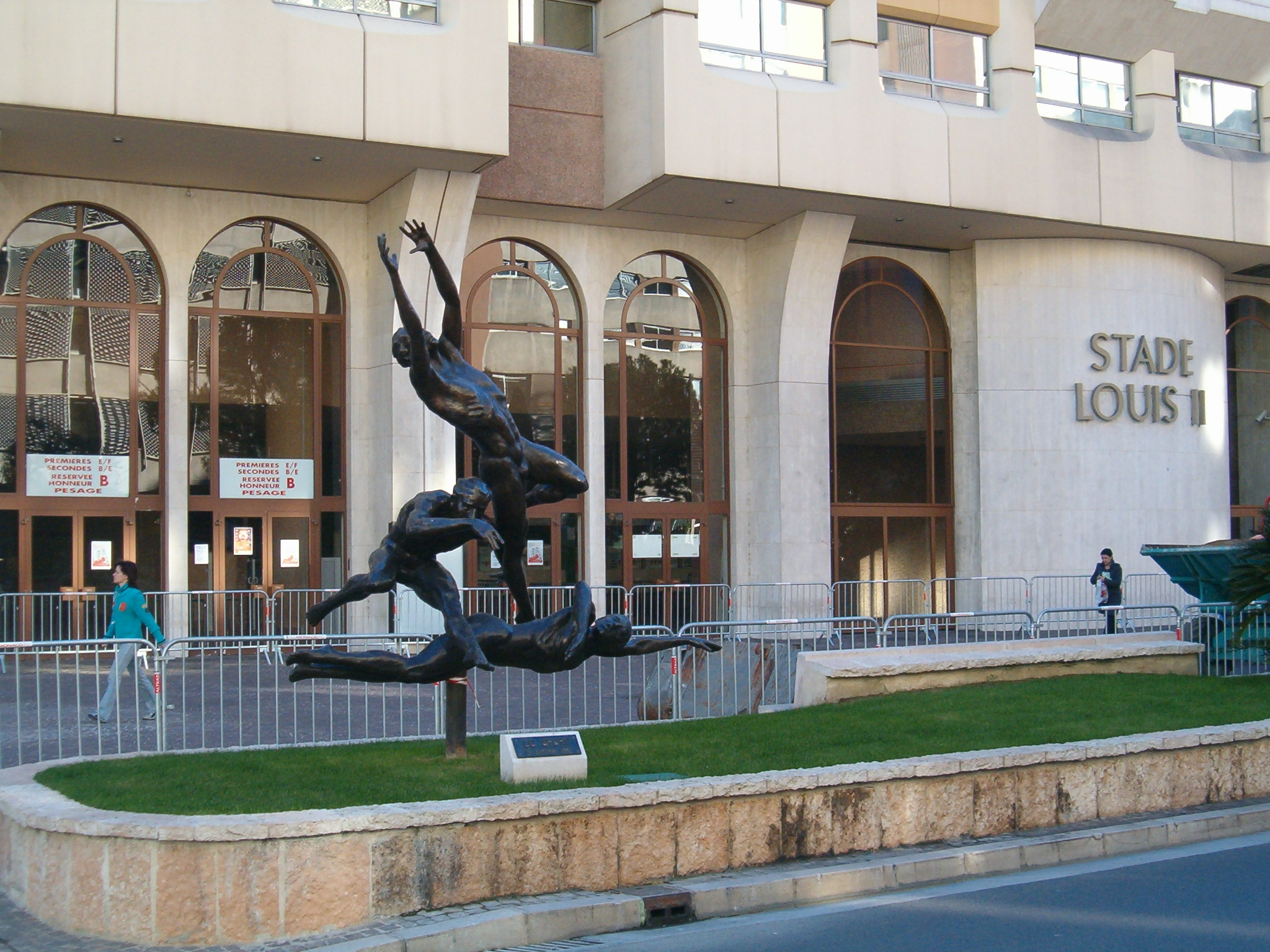
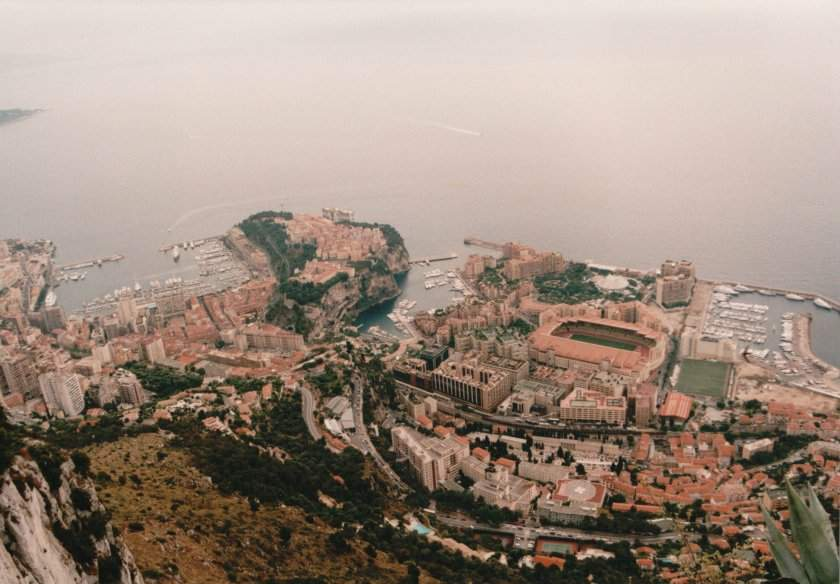